# IText
iText est une bibliothèque logicielle qui fournit une interface de programmation partiellement à code source ouvert servant à créer et manipuler des documents PDF. Écrit en langage Java, en .NET (iTextSharp) ainsi qu'en Java compatible avec Android (iTextG). Il est distribué sous licence AGPL et propriétaire pour certaines parties.
iText permet par exemple de :
- créer un fichier PDF à la volée et l'afficher dans un navigateur ;
- créer des documents dynamiques à partir de sources telles que des fichiers XML ou des bases de données ;
- ajouter ou supprimer de l'interactivité (par exemple, rendre un formulaire interactif non modifiable une fois qu'il est rempli) ;
- ajouter des marque-pages, des numéros de pages, des filigranes ;
- découper, concaténer et manipuler des pages de fichiers PDF ;
- automatiser le remplissage de formulaires au format PDF. Par exemple pré-remplir le nom dans une facture ;
- ajouter une signature numérique ;
- etc.

iText est une marque déposée par iText Group NV.

## Exemple
L'exemple Hello World montre comment créer un fichier PDF utilisant iText :
```
import
 
java.io.FileOutputStream
;

import
 
com.itextpdf.text.Document
;

import
 
com.itextpdf.text.Paragraph
;

import
 
com.itextpdf.text.pdf.PdfWriter
;

 

public
 
class
 
ITextHelloWorld
 
{

   
public
 
static
 
void
 
main
(
String
 
args
[]
)
 
{

       
try
 
{

          
Document
 
document
 
=
 
new
 
Document
();

          
PdfWriter
.
getInstance
(
document
,
 
new
 
FileOutputStream
(
"HelloWorld.pdf"
));

          
document
.
open
();

          
document
.
add
(
new
 
Paragraph
(
"Hello World"
));

          
document
.
close
();

       
}
 
catch
 
(
Exception
 
e
)
 
{

          
System
.
out
.
println
(
e
);

       
}

   
}

}

```